# 蒙塔尔托帕韦塞
蒙塔尔托帕韦塞（義大利語：Montalto Pavese），是意大利帕维亚省的一个市镇。总面积19.12平方公里，人口946人，人口密度49.5人/平方公里（2009年）。国家统计（ISTAT）代码为018094。